# NGC 5076
NGC 5076 (również PGC 46453) – galaktyka spiralna (S0-a), znajdująca się w gwiazdozbiorze Panny. Odkrył ją William Herschel 11 maja 1784 roku.